# La Blonde ou la Rousse
Pour la comédie musicale, voir Pal Joey.
Pour plus de détails, voir Fiche technique et Distribution.

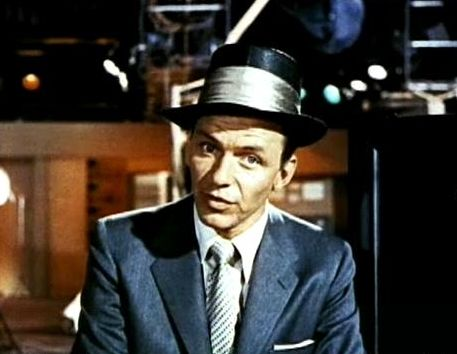
Frank Sinatra

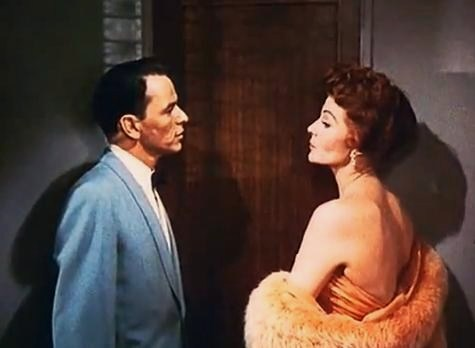
Frank Sinatra et Rita Hayworth

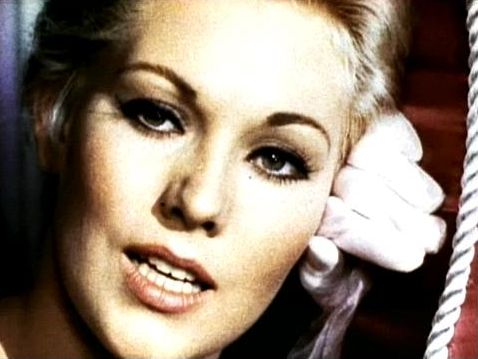
Kim Novak

La Blonde ou la Rousse (titre original : Pal Joey) est un film musical américain réalisé par George Sidney. Sorti en 1957, il est inspiré de la comédie musicale-éponyme de John O'Hara, Lorenz Hart et Richard Rodgers créée à Broadway en 1940.

## Synopsis
Elle raconte l'histoire d'un chanteur de night-club (Frank Sinatra) hésitant entre deux femmes. L'une est belle, jeune et plutôt sage (la blonde Kim Novak), l'autre est richissime, délurée, mais incarne la sécurité (la rousse Rita Hayworth).

## Fiche technique
- Titre : La Blonde ou la Rousse
- Titre original : Pal Joey
- Réalisation : George Sidney
- Scénario : Dorothy Kingsley d'après la comédie musicale de John O'Hara, Lorenz Hart et Richard Rodgers.
- Production : Fred Kohlmar
- Société de production : Columbia Pictures, Essex Productions et George Sidney Productions
- Musique : Morris Stoloff (supervision), Nelson Riddle, George Duning (arrangements), Arthur Morton (orchestrations)
- Chansons : Lorenz Hart (lyrics) et Richard Rodgers (musique)
- Chorégraphie : Hermes Pan
- Photographie : Harold Lipstein
- Montage : Viola Lawrence et Jerome Thoms
- Direction artistique : Walter Holscher (en)
- Costumes : Jean Louis
- Pays de production :  États-Unis
- Langue : anglais
- Format : Couleur Technicolor - Son : Mono (RCA Sound Recording)
- Genre : Film musical, drame et romance
- Durée : 111 minutes
- Dates de sortie : États-Unis : 25 octobre 1957 ; France : 25 avril 1958
- Affiche : Boris Grinsson (France)

## Distribution
- Frank Sinatra (VF : Bernard Noël) : Joey Evans
- Rita Hayworth (VF : Danièle Roy) : Vera Simpson
  - Jo Ann Gree (VF : Anne Germain) : voix chantée de Vera Simpson
- Kim Novak (VF : Jacqueline Porel) : Linda English
  - Trudy Erwin : voix chantée de Linda English
- Barbara Nichols  : Gladys Bumps
- Bobby Sherwood (VF : George Hubert) : Ned Galvin
- Hank Henry (VF : Serge Nadaud) : Mike Higgins
- Elizabeth Patterson  : Mme Casey
- Everett Glass (VF : Jacques Berlioz) : le gérant de l'animalerie

Acteurs non crédités
- Tol Avery : un détective
- Barry Bernard : le majordome de Vera

## Chansons
- That Terrific Rainbow interprété par Trudy Erwin et le choeur
- I Didn't Know What Time It Was interprété par Frank Sinatra
- Great Big Town interprété par le choeur
- There's a Small Hotel interprété par Frank Sinatra
- Zip interprété par Rita Hayworth (monologue dialogué) et Jo Ann Gree (chant)
- I Could Write a Book interprété par Frank Sinatra et Trudy Erwin
- The Lady is a Tramp interprété par Franck Sinatra
- Bewitched, Bothered and Bewildered interprété par Jo Ann Gree
- My Funny Valentine interprété par Trudy Erwin
- Bewitched, Bothered and Bewildered interprété par Frank Sinatra
- Dream Sequence and Finale : What Do I Care for a Dame / Bewitched, Bothered and Bewildered / I Could Write a Book interprété par Frank Sinatra et le choeur

## Autour du film
Le créateur du rôle de Joey à Broadway est Gene Kelly. Il était entouré de Vivienne Segal (Vera Simpson) et Leila Ernst (Linda English).